# Sapa-Sapa
Sapa-Sapa is een gemeente in de Filipijnse provincie Tawi-Tawi. Bij de laatste census in 2007 had de gemeente ruim 37 duizend inwoners.

## Geografie

### Bestuurlijke indeling
Sapa-Sapa is onderverdeeld in de volgende 23 barangays:
| - Baldatal Islam - Butun - Dalo-dalo - Kohec - Lakit-lakit - Latuan - Look Natuh - Lookan Banaran - Lookan Latuan - Malanta - Mantabuan Tabunan - Nunuk Likud Sikubong | - Palate Gadjaminah - Pamasan - Sapa-sapa - Sapaat - Sukah-sukah - Tabunan Likud Sikubong - Tangngah - Tapian Bohe North - Tapian Bohe South - Tonggusong Banaran - Tup-tup Banaran |

## Demografie
Sapa-Sapa had bij de census van 2007 een inwoneraantal van 37.135 mensen. Dit zijn 10.893 mensen (41,5%) meer dan bij de vorige census van 2000. De gemiddelde jaarlijkse groei komt daarmee uit op 4,91%, hetgeen hoger is dan het landelijk jaarlijks gemiddelde over deze periode (2,04%). Vergeleken met de census van 1995 is het aantal mensen met 19.407 (109,5%) toegenomen.

De bevolkingsdichtheid van Sapa-Sapa was ten tijde van de laatste census, met 37.135 inwoners op 235,61 km², 75,2 mensen per km².